# Zack Lee
Zack Lee (nombre de nacimiento: Zack Lee Jowono;(Liverpool, Inglaterra, 15 de agosto de 1984) es un actor, cantante ocasional y artista marcial indonesio. Él es conocido por haber comenzado como actor de telenovela de Indonesia, con el apoyo de la cantante de rock Nafa Urbach, que finalmente se casó en 2007.

## Filmografía
- Bad Wolves (2005)
- Drown Boy, Drown (2008)
- The Raid 2: Berandal (2014)
- Wanita Berdarah (2014)
- Midnight Show (2015)
- Headshot (2016)
- The Night Comes for Us (2018)

## Telenovela
- Ilalang Sepanjang Jalan
- Preman Kampus
- Kugapai Cintamu
- Gadis
- Ilang
- Karnaval
- Manusia Harimau